# Кирк, Ханс
Ханс Рудольф Кирк (дат. Hans Rudolf Kirk; 11 января 1898, Хадсунн, Дания — 16 июня 1962, Бродебек, около Хёрсхольма, Дания) — датский юрист, журналист, писатель и литературный критик.

## Биография
Родился в семье врача Кристиана Педерсена Кирка и его супруги Анны Йоханны (урождённой Андерсен). Получил юридическое образование и некоторое время занимался адвокатской практикой. Выступал как литературный критик и журналист. С 1931 года член Коммунистической партии Дании. В годы оккупации Дании, в 1941 году был заключён в концлагерь, откуда бежал в 1943 году. С 1945 года — в штате газеты «Land og Folk».

## Романы
- Рыбаки / Fiskerne (1928)
- Подёнщики / Daglejerne (1936)
- Новые времена / De ny tider (1939)
- Раб / Slaven (1948)
- / Vredens søn (1950)
- Деньги дьявола / Djævelens penge (1952)
- Клитгор и сыновья / Klitgaard og sønner (1952)
- Игра теней / Skyggespil (1953)